# Guna (hinduismo)

Según el hinduismo, las gunas son las tres cualidades de las que está compuesto el universo:
1. satuá (bondad contemplativa, inteligencia)[2]
2. rayas (pasión activa, energía)[2] y
3. tamas (ignorancia inerte).

En sánscrito, guna significa condicionamiento. Igual que Pavlov demostró que las conductas podían condicionarse, y en consecuencia no ser libres, sino depender de estímulos(Hergenhahn, 1997), los Vedas igualmente plantean que nuestra conducta en el plano material, lejos de ser libre, obedece a los estímulos de tres condicionamientos que operan en toda la naturaleza material: una fuerza de crecimiento (rajo guna o fuerza de pasión y actividad), una fuerza de mantenimiento (sattva guna o fuerza de bondad) y una fuerza de destrucción (tamo guna o fuerza de oscuridad, letargo o ignorancia). 
Estas gunas no solo afectan nuestra dimensión corporal, sino también la dimensión psíquica de sentidos, mente e inteligencia. Quirós,  2010. p 168 Así,son elementos inseparables que se combinan en diferentes proporciones para formar los objetos materiales.
Cada una de ellas no puede existir sin las otras. Se hallan presentes en los distintos grados de la materia burda y sutil, incluyendo la mente y la energía del universo. Estas cualidades se mueven en el nivel físico, emocional y mental, en todo el universo ―denominado prakriti (‘naturaleza’) o maiá (‘ilusión’)― pues abarcan todo lo existente.
Cuando una persona está dominada por una guna en particular, sus pensamientos y tendencias mentales se verán afectadas. Las gunas afectarían al individuo a través de los vrittis y samskaras, factores que contribuyen a la creación de la conducta del individuo y al desarrollo de su karma; ya sea estabilizando una tendencia natural o alterando su equilibrio. 
Todo ello, conlleva a qué el individuo se identifique erróneamente con los Kosha (las "coberturas" del Atman, que se generan a través de las gunas, al caer en la ilusión de maya); de la cual se podrá ser libre una vez alcanzado Moksha (la liberación espiritual).

## Nombre
- guṇa, en el sistema AITS (alfabeto internacional para la transliteración del sánscrito).[3]
- गुण, en escritura devanagari del sánscrito.[3]
- Pronunciación:
  - /guná/.[3]
  - [gúna] o [gún] en varios idiomas modernos de la India (como el bengalí, el hindí, el maratí o el palí).
- Etimología: proviene de la palabra indoeuropea gere (/guére/), que significaba ‘torcer, enrollar’.[4]
- Significados:[3]
  - hebra entrelazada de un cordel.[4]
  - hilo de cordel
  - guirnalda (de flores entrelazadas)[3]
  - cuerda de un arco, según el Ramaiana[3]
  - cuerda de un instrumento musical, y por extensión, un acorde
  - con un numeral, ‘veces’; por ejemplo dví-guná, tri-guná, chátur-guná, pañcha-guná,..., daśa-guná
  - un multiplicador, un coeficiente (en álgebra).
  - condicionamiento[5]
  - subdivisión, especie, tipo (por ejemplo, gandhasya guṇāḥ, los diferentes tipos de aroma; en el Majábharata, 12, 6847
  - las seis subdivisiones de la acción de un rey en política exterior: paz, guerra, marcha del ejército, detención, estratagema y recurrir a la protección de un rey más poderoso; según las Leyes de Manu (7, 160), Iagña Valkia (1, 346) y el Majábharata (2, 155).
  - comida secundaria, guarnición, adorno o cualidad extra del plato; opuesto a anna (‘arroz’), que era el plato principal; según las Leyes de Manu (3, 224).
  - una de las propiedades o características de todos los seres creados, en la doctrina niaia se enumeran 24 guṇás:
    - 1) rūpa, forma
    - 2) rasa, sabor
    - 3) gandha, olor
    - 4) sparśa, tangibilidad
    - 5) saṃkhyā, número
    - 6) parimāṇa, dimensión
    - 7) pṛthaktva, cantidad
    - 8) saṃyoga, conjunción
    - 9) vibhāga, disjunción
    - 10) paratva, lejanía
    - 11) aparatva, proximidad
    - 12) gurutva, peso
    - 13) dravatva, fluidez
    - 14) sneha, viscosidad
    - 15) śabda, sonido
    - 16) buddhi o gñāna, comprensión o conocimiento
    - 17) sukha, placer
    - 18) duḥkha, dolor
    - 19) icchā, deseo
    - 20) dveṣa, aversión
    - 21) prayatna, esfuerzo
    - 22) dharma, mérito o virtud
    - 23) adharma, demérito o irreligión
    - 24) saṃskāra, cualidad autorreproductiva

## Las gunas y los ciclos del universo
Al final de un ciclo, cuando el universo regresa a un estado de no manifestación (noche de Brahmá) las gunas se equilibran, dejan de manifiestarse y maia existe por sí sola.
Luego, al recomenzar un ciclo, karma (la “ley” de acción y reacción) altera ese equilibrio y las gunas nuevamente comienzan su manifestación y el universo tangible empieza otra vez a manifestarse como tal (día de Brahmá).

## Analogía explicativa
Una leyenda o relato tradicional de la India explica las gunas de la siguiente manera: las tres gunas son como tres ladrones que asaltan a un hombre que estaba perdido en un bosque (la naturaleza material o Prakriti). Tamas (la ignorancia) quiere simplemente robarle y matarlo, rayas (la pasión por el mundo material) convence a tamas para dejar vivo al hombre con el objetivo de poder golpearlo para luego dejarlo atado, y posteriormente una vez recuperado, poder seguir golpeándolo sucesivamente cada vez que este se recupere. Sattva (la inteligencia y espiritualidad) aparece al cabo de un tiempo y desata al hombre, lo guía por el bosque, le enseña el camino de vuelta a su casa, y seguidamente se marcha, pues sattva ―al ser también un ladrón (pertenecer a Prakriti y al mundo ilusorio de Maia)― no puede seguir acompañando al hombre en su camino de regreso a casa (a la iluminación).
Tamas desea destruir al hombre, rayas lo ata al mundo (y sus cosas materiales e ilusorias), robándole las espirituales, mientras que sattva le indica el camino hacia la libertad y liberación.
De aquí que tamas debe ser superado por rayas y esta por sattva, para que también esta, finalmente, sea superada para alcanzar la libertad total, pues “la Verdad del Brahman absoluto está por encima de la naturaleza de las tres gunas”. Así, entre la Tierra y el Cielo no existe nada que esté libre de la influencia de estos tres poderes de la naturaleza: las gunas.